# David Harpp
David Noble Harpp est un chimiste canadien. Vulgarisateur scientifique  et professeur primé, il est titulaire d'une chaire de recherche sur les sciences de l'éducation à l'Université McGill.
Harpp a publié plus de 230 articles sur la chimie dans des publications scientifiques, en particulier sur les composés organosulfurés et les molécules de sélénium. Une vingtaine de ses article sur l'innovation dans le domaine de l'éducation ont également été publiés. Il a été nommé à la Tomlinson Chair in Science Education en 2013, poursuivant le mandat de cette chaire de recherche de "faire progresser les connaissances et les pratiques dans l'éducation des sciences."
Avec Joseph Schwarcz et Ariel Fenster, Harpp a fondé l'Organisation pour la science et la société,.
Tout au long de sa carrière, Harpp s'est efforcé d'intégrer divers médias pour appuyer son enseignement en classe, utilisant d'abord des images photographiques, de simples animations puis des films 8mm. Avec ses collègues de l'Organisation pour la science et la société, il a mis en place le système de cour en ligne McGill COursesONline. Un partisan de la formation en ligne ouverte à tous, il croit que les étudiants devraient avoir accès aux opportunités académiques offertes par ce mouvement : « Si le meilleur cour de chimie organique est offert, par exemple, par quelqu'un à l'Université de l'Illinois, est-ce qu'on ne devrait pas le mettre au programme dans notre université ? »,.
Harpp s'intéresse aussi à l'intégrité en milieu académique. Il a donné suite à ses recherches sur le plagiat à l'université en inventant (avec d'autres) un programme informatique qui repère le plagiat lors des examens à réponses multiples. Avec l'introduction de différentes versions pour un même examen, l'utilisation du logiciel semble avoir pratiquement éliminé ce type de plagiat à l'Université McGill: "Je crois que 90% des étudiants qui seraient tentés de tricher, lorsqu'ils voient les obstacles que l'on met en place, se disent 'non'",,.
Harpp a fait son baccalauréat en Arts à Middlebury College (1959), sa maîtrise à l'Université Wesleyenne (1962) et son doctorat à la l'Université de la Caroline du Nord (1965).

## Distinctions
| Année | Distinction |
| ----- | --- |
| 1982  | Union Carbide Award for Chemical Education, Chemical Institute of Canada.                                                                           |
| 1982  | Leo Yaffe Award for Excellence in Teaching (premier récipiendaire), Faculté des Sciences, Université McGill,.                                       |
| 1988  | National Catalyst Award, Chemical Manufacturer's Association.                                                                                       |
| 1992  | Médaille McNeil pour la sensibilisation du public aux sciences (premier récipiendaire), Société royale du Canada (avec A. Fenster et J. Schwarcz),. |
| 1993  | Le Prix Beppo pour la vulgarisation des sciences, "Les Petits Débrouillards" (avec A. Fenster et J. Schwarcz).                                      |
| 1995  | Edward Leete Award (premier récipiendaire), Organic Division, American Chemical Society.                                                            |
| 1996  | David Thomson Award for Excellence in Graduate Supervision and Teaching, Faculté de l'enseignement supérieur de l'Université McGill,.               |
| 1996  | John A. Timm Award for Furtherance of the Study of Chemistry, New England Association of Chemistry Teachers,.                                       |
| 1996  | Prix Michael Smith pour la promotion des sciences, Conseil de recherches en sciences naturelles et en génie du Canada.                              |
| 1998  | 3M Teaching Fellow, Society for Teaching and Learning in Higher Education,.                                                                         |
| 2000  | Docteur en Sciences (honoris causa), Université Acadia.                                                                                             |
| 2001  | Principal's Prize for Excellence in Teaching (premier récipiendaire), Full Professor Category, Université McGill,.                                  |
| 2003  | James Flack Norris Award for Outstanding Achievement in the Teaching of Chemistry, American Chemical Society,.                                      |
| 2012  | Docteur en Droit (honoris causa), Université de Guelph.                                                                                             |
| 2015  | Prix pour la promotion des sciences, Conseil universitaire des directeurs de biologie du Canada.                                                    |